# La cattedra
La cattedra è un film del 1991 diretto da Michele Sordillo.

## Trama
Un professore universitario di Storia della Filosofia colpito da un ictus si ritrova circondato da un gruppo di assistenti pronti a tutto. Pur di prenderne il posto essi si daranno una battaglia spietata a colpi di intrighi e inganni.

## Critica
- Il Mereghetti. Dizionario dei film (1993): *½

«... spunto originale... descrizione pungente... ma il racconto si perde per strada...»